# Prieuré Saint-Thomas d'Épernon
Le prieuré Saint-Thomas d'Épernon, qui a remplacé le monastère de la Trinité de Seincourt, est un prieuré de moines bénédictins, situé à Épernon (Eure-et-Loir), au diocèse de Chartres, dépendant de l'abbaye de Marmoutier.

## Localisation
Le prieuré est situé aux 27-29, rue du Prieuré-Saint-Thomas à Épernon.

## Historique

### Origines
Créé dans les environs du quatrième siècle par un moine de saint Martin de Tours, le monastère de Seincourt, (nom à l'origine), prend un essor assez important puisqu'en 577, il reçoit un concile œcuménique. A cette époque, outre l'église, il est constitué de bâtiments conventuels dispersés, d'un moulin, des sarraulx ou viviers, des étangs et des terres, et même d'un village à feu avec un grand bâtiment pour les convers, les boulangers, les forgerons, le tout entourés de palissades. Ce monastère a créé le faubourg d'Epernon où se trouvait le château des Montfort, c'est dans ce monastère qui dépendait d'eux que les Montfort se faisaient inhumer. 
Amaury Ier de Montfort (mort vers 1060) donne vers 1052-1053 à son ami Albert — un ancien moine de Chartres, également abbé de l'abbaye de Marmoutier (1032-1063) —, ce monastère lui appartenant et connu depuis le Xe siècle sous le nom de monastère de la Trinité de Seincourt, dont il  avait hérité de son père Guillaume de Montfort, situé sur les bords de la Guesle et dépendant de la paroisse de Hanches, don confirmé par une charte royale sigillée à Étampes en 1052 donnée par Henri Ier.
Épernon est située sur la Via Turonensis du pèlerinage de Saint-Jacques-de-Compostelle. Le prieuré Saint-Thomas accueille des pèlerins à Chartres et à Saint-Jacques-de-Compostelle depuis le XIe siècle.

### La Révolution
Fermé à la Révolution française, le prieuré devient bien national et il est vendu en janvier 1791 à la veuve Sorin de Bonne qui fit l'acquisition du logis prioral, du parc et de l'église Saint-Thomas. Les terres morcelées furent vendues par lots à différentes personnes[réf. nécessaire].

### XIXe–XXIesiècle
En 1827, le prieuré est racheté par Daniel Guibal, un négociant en laine qui convertit les deux églises en entrepôts de laine et de fourrage, transformant le parc et la grande prairie en élevage de moutons[réf. nécessaire]. Puis il se lança dans la production agro-alimentaire en fabricant de la fécule de pomme de terre et de tapioca, ainsi que de l'amidon et une gomme artificielle à base de dextrine dénommée gommeline pour apprêter les tissus[réf. nécessaire]. À sa mort en 1864, les églises furent partiellement détruites, ainsi que plusieurs bâtiments par le nouveau propriétaire, William Klein, architecte parisien qui entreprit des travaux de restauration[réf. nécessaire]. Il y meurt le 29 septembre 1915 et est inhumé à Paris au cimetière du Montparnasse[réf. nécessaire].
Puis vont se succéder Weill, un industriel parisien, et en 1921 Oscar Roditi (1877-1937), un exportateur d'origine stambouliote[réf. nécessaire].  
Le prieuré est racheté  à Oscar Roditi en 1936 par la congrégation des sœurs de la Croix, devenues  Sœurs du Christ en 1936. Un nouveau bâtiment y fut construit, comportant la chapelle art déco actuelle. La congrégation  y crée un noviciat en 1937 . 
Actuellement, le Prieuré qui a conservé un parc de 4ha, est une maison d’accueil et centre spirituel, dont la gestion a été confiée en 2007 à une association, l'Association du Prieuré Saint-Thomas. 
.Ceci permet d’y accueillir un public large tout en y conservant sa dimension spirituelle. La maison du prieuré peut aujourd’hui accueillir 65 hôtes. Elle compte une chapelle, 5 salles de réunion, 2 oratoires, et des chambres pour les travailleurs des environs.
La communauté y est fortement soutenue par des employées et une association qui gère le prieuré, avec l’aide de nombreux bénévoles.
On y vient pour les retraites, des rencontres paroissiales ou de congrégations religieuses, des sessions de yoga, de méditation, de chant choral, des retraites en silence, des révisions de concours étudiants, des haltes sur le chemin de St Jacques ou de la vélocénie,

## Description

### Église prieurale et paroissiale
L'église de la Trinité devenant trop petite, les moines l'agrandissent. En 1551 elle est séparée en deux par un mur, les moines se réservant l'usage de la partie centrale. La partie de l'édifice longeant la rue Saint-Thomas étant réservé aux habitants de la paroisse devint l'église Saint-Nicolas[réf. nécessaire]. À sa droite se trouvait le cimetière des paroissiens. L'église prieurale gardant le vocable de Saint-Thomas, les deux églises furent partiellement détruites en 1864[réf. nécessaire].
La seule trace encore visible de ce prieuré de la Trinité est la façade de l'ancienne église de la Trinité de Seincourt. Lors des dernières démolitions en 1865, le comte de Dion effectua des relevés et une description soignés des bâtiments[réf. nécessaire].

### Sépultures
Les dépouilles des seigneurs de Montfort y furent inhumées jusqu'à la fondation par Bertrade de Montfort en 1112 du prieuré de Haute-Bruyère à Saint-Rémy-l'Honoré[réf. nécessaire].
- Amaury Ier de Montfort (mort en 1053).
- Amauri de Montfort (vers 1029-mort jeune), fils d'Amaury Ier.
- Simon 1er « le Vieux » de Montfort (vers 1030-1087) (inhumé à Épernon).
- Mainier de Montfort  (vers 1027-avant 1091).
- Richard de Montfort (mort en 1092).

### Dépendances
- Moulin du prieuré, situé au bout du cimetière fut utilisé au XIXe siècle pour le nettoyage des peaux de moutons.

## Prieurs

### Prieurs réguliers
- 1052 : Albert, ancien moine de l'abbaye Saint-Père-en-Vallée de Chartres et abbé de l'abbaye de Marmoutier de 1032 à 1063.

### Prieurs commendataires
- Vers 1480-1510? : Louis de Bourbon-Vendôme, également évêque d'Avranches, abbé des abbayes de Savigny et Saint-Georges-du-Bois[4]'[5].
- 1567 : Raoul Hurault[6], aumônier du roi, également abbé de l'abbaye Notre-Dame de la Pelice. Il a le 26 juillet 1567, porté devant le Parlement de Paris le refus de payer les dîmes par les redevables et ce à différentes reprises[7].